# 8 жизней
«8 жизней» — 14-песенный студийный трибьют-альбом российской группы альтернативного хип-хопа 3H Company, их первый релиз, включающий каверы на треки коллектива 2H Company из альбомов «Психохирурги», «Искусство ухода за АК-47» и «Дикие ёлочные игрушки». Выпуск состоялся 17 сентября 2021 года на сервисах цифровой дистрибуции через лейбл Doing Great Music и 14 февраля 2023 года на компакт-дисках благодаря инди-лейблу «Заплатка». Альбом получил смешанные отзывы слушателей, оценивших свежие аранжировки, но неудовлетворённых из-за отсутствия новых песен.
Израильским режиссёром Лео Горенштейном по сценарию Николая Никитина на трек «Адекватно» был снят в Санкт-Петербурге видеоклип, вышедший в марте 2022 года. Удостоившийся нескольких европейских наград, клип занял также второе место в категории «Most bizarre» на Berlin Music Video Awards.

## Участники записи
Ниже приведённые данные основаны на сведениях стримингового сервиса Spotify:
- Илья Юрьевич Барамия — музыка;
- Михаил Олегович Феничев — слова, вокал;
- Михаил Юрьевич Ильин — вокал.

## Список композиций
Все тексты написаны Михаилом Феничевым, вся музыка написана Ильёй Барамией.
| №                   | Название            | № на CD, речитатив   | Длительность |
| ------------------- | ------------------- | -------------------- | ------------ |
| 1.                  | «Филипп Дик»        | ♡♡♡♥ Феничев, Ильин  | 5:30         |
| 2.                  | «Люди в чёрном»     | ♡♡♥♡ Ильин, Феничев  | 3:49         |
| 3.                  | «Чушь»              | ♡♡♥♥ Ильин, Феничев  | 3:35         |
| 4.                  | «Семь жизней»       | ♡♥♡♡ Ильин, Феничев  | 4:12         |
| 5.                  | «Майор Паранойя»    | ♡♥♡♥ Ильин, Феничев. | 3:13         |
| 6.                  | «Полоски»           | ♡♥♥♡ Феничев, Ильин  | 5:25         |
| 7.                  | «Адекватно»         | ♡♥♥♥ Ильин, Феничев  | 4:02         |
| 8.                  | «Рэп больше не кал» | ♥♡♡♡ Феничев, Ильин  | 7:50         |
| 9.                  | «Урсула Ким»        | ♥♡♡♥ Ильин, Феничев  | 4:57         |
| 10.                 | «Враги»             | ♥♡♥♡ Феничев, Ильин  | 3:58         |
| 11.                 | «Дзен»              | ♥♡♥♥ Феничев, Ильин  | 4:37         |
| 12.                 | «Огурец мозга»      | ♥♥♡♡ Ильин, Феничев  | 5:09         |
| 13.                 | «Меланхолия»        | ♥♥♡♥ Ильин, Феничев  | 4:30         |
| 14.                 | «Космос»            | ♥♥♥♡ Ильин, Феничев  | 3:56         |
| Общая длительность: | Общая длительность: | Общая длительность:  | 64:43        |

## Создание и релиз

### Предпосылки
Существовавший в 2001—2009 годах коллектив 2H Company (Илья Барамия, Александр Зайцев, Михаил Феничев и Михаил Ильин) записал три студийных альбома в жанре IDM-хип-хопа: «Психохирурги» (2004), «живое» переиздание 2H Company (2005) и «Искусство ухода за АК-47» (2007).
Через десять лет после распада была предпринята попытка воссоединения участников, в результате которой в сентябре 2019 года спонтанно и без большой подготовки состоялось разовое музыкальное объединение Ильина и Феничева, исполнивших песни 2H Company под музыку диджея Ромы Скотча. А в ноябре того же года Феничев исполнил песню «Адекватно» на концерте Ильи Барамии и Айгель Гайсиной.
В июне 2021 года было объявлено о воссоединении уже трёх из четырёх участников 2H Company (без Зайцева) под новым названием — 3H Company (стилизованно IIIH company).

### Запись
Поскольку из исходников на старых жёстких дисках Барамия нашёл только «плохо записанные» а капелла, то решил сделать совершенно новые аранжировки для песен. Прослушав получившуюся музыку, битмейкер поначалу насторожился, но затем, услышав её вместе с голосами, почувствовал интересность звучания, а когда музыканты отрепетировали концертную программу, Илья и вовсе оказался доволен: «Читка всё собирает. Энергия умножается». При этом у Барамии всё же оставались сомнения насчёт актуальности проекта: «Тексты — хорошие, временем проверенные. Правда, непонятно: кому они сейчас нужны?» Новый звук был опробован на публике во время дебютного концерта 3H Company 4 июля 2021 года в «Севкабель Порту», где были исполнены все 14 песен с будущего релиза.
Идея начать дискографию именно трибьют-альбомом принадлежит Илье. Михаил Ильин же сомневался, что переиздание должно быть в таком виде, и предлагал издать старые песни вместе с новыми. При этом ему, долго не занимавшемуся музыкой и мечтавшему вернуться в студию, давно хотелось узнать, как звучали бы песни 2H Company, записанные «с более традиционной хип-хоповой точки зрения». Михаил Феничев замысел дебютного релиза группы объяснил схожим образом. Поэт мотивировал трибьют желанием узнать, как его старые тексты «прочитаются под новые минималистичные минуса с упором на жирные басы и биты, которые теперь любит делать Илья».
В итоге в студии были записаны четырнадцать кавер-версий на треки 2H Company. Восемь из них присутствовали на альбоме «Психохирурги» и его переиздании, причём старые песни «Семь жизней, Part 1» и «Семь жизней, Part 2» были объединены в одну; за бортом оказалась только «Адаптация». Пять треков взяты из альбома «Искусство ухода за АК-47», причём песня «Искусство ухода за АК-47» была переименована в «Дзен»; без внимания оказались «Сорокин-трип», «Культиватор» и «Жир земли». Также в трибьют вошла песня «Мне нужны враги» из сборника «Дикие ёлочные игрушки» 2006 года, для трибьюта переименованная во «Враги».
Михаил Ильин так описал стилистику трибьюта: «Наши лучшие песни положены на мощные красивые биты. Мы почти не трогали тексты, но кое-где добавили и переделали припевы, и теперь, с нашими голосами сорокалетних мужиков, эти песни звучат основательно, современно и при этом сыро, как и должен звучать хороший хип-хоп». По сравнению со старыми записями в песнях стало меньше мата и больше эвфемизмов; например, в треке «Урсула Ким» фраза «Б*ядь, жарища е*аная!» была заменена на «Блин, жарища поганая». Феничев объяснил это решение тем, что «с годами всё больше тянет отказываться от этой формы», а иногда исполнителя цензурировала та или иная концертная площадка, после чего дело шло по привычке, однако рэперу «в другой раз вроде и ничего — охота опять матюгнуться в том же месте», в котором ранее резало слух. Барамия уменьшение количества мата объяснил ещё и присутствием детей на выступлениях.
Позже на вопрос, в каком жанре написаны треки, Феничев ответил:
Я для себя называю наши музыкальные композиции песнями-историями. Что на самом деле не лучшая форма для музыки. Надо постоянно следить за текстом. Наверное, невольно думаешь: «Что, кто, куда пошёл? Я что, должен на концерте стоять и всё это выслушивать?»

### Оформление и выход
Обложка альбома разработана дизайн-студией WOOF (также занимающейся оформлением релизов дуэта «АИГЕЛ», в котором участвует Барамия) и выполнена в стиле пиксельной графики: на тёмном фоне изображены по четыре аквамариновых сердечка в два ряда, причём последнее представляет собой контур, а остальные закрашены. На подготовленной «обратной» стороне над рядом из восьми таких же сердечек надпись «VIIIIIIH», где в третью I и в H вписаны соответственно слова «ЖИЗНЕЙ» и «COMPANY». В дальнейшем такая стилистика использовалась для фона на концерте группы в московском клубе Mutabor.
Изначально первый релиз 3H Company был намечен на весну 2022 года. Однако дебютный альбом под названием «8 жизней» был выпущен 17 сентября 2021 года при посредничестве лейбла Doing Great Music (подразделения петербургского пиар-агентства Doing Great Agency) на цифровых площадках Spotify, Apple Music, «VK Музыка», «Яндекс Музыка» и других. Вместе с этим на официальной странице коллектива в Instagram в качестве превью была опубликована видеозапись от студии WOOF с фрагментами каждого трека. В подкасте «Теория Трунь» Барамия лаконично охарактеризовал альбом как «ремейк, а не ремастер».
14 февраля 2023 года инди-лейбл «Заплатка» представил альбом в формате CD тиражом 250 копий под номером ЗПТ038. Релиз изначально планировался на 2022 год. Издание отличается насквозь зелёной бумагой с текстами песен. Нумерация треков представляет собой двоичный код, обозначенный закрашенными («1») и незакрашенными («0») сердечками. Основатель лейбла Антон Елишев допускал издание на виниле, если будет спрос на компакт-диски.

#### В компиляциях
Песня «Филипп Дик» была включена в плейлист «Родные новинки / Лучшее за 2021» от издания «Родной звук». Трек «Рэп больше не кал» 21 января 2022 года был включён в еженедельно обновляемый плейлист «Альтернативный выход» на стриминговом сервисе Apple Music. Песня «Адекватно» попала в «Плейлист Андрея Клюкина», основателя фестиваля «Дикая Мята».

## Приём

### Отзывы
Автор «Музыкального блога Сырника и Павлов», музыкальный журналист Павел Яблонский назвал выпуск трибьют-альбома «необычным заходом на реюнион» и отметил свежесть звучания и басовость аранжировок в духе «АИГЕЛ». Но также рецензент выразил неудовлетворённость: «Не очень понятно, зачем всё это нужно помимо фана и ностальгии — от музыки всё мощнейше разит нулевыми»; впрочем, корреспондент предположил предназначение альбома: «Старые слушатели улыбнутся, вспомнят молодость и смахнут слезу, а вместе с ними, глядишь, и молодёжь откроет для себя 2H Company — как ни крути, одно из важнейших явлений на стыке электроники и хип-хопа в истории российской сцены».
Музыкальный журналист, автор Telegram-канала и одноимённого подкаста «Альбомы по пятницам» Павел Борисов отозвался о дебюте 3H Company так: «Сейчас они звучат как не очень нужное ретро, но звучат классно, и на альбоме есть даже парочка хуков!»
Екатеринбургский культурный обозреватель Дмитрий Евгеньевич Ханчин из DTF охарактеризовал новый звук как «более жирный и качающий» в сравнении с 2H Company. Но тоже не понял необходимости переиздания: «Конечно, гениальные тексты Михаила Феничева не утратили актуальности за полтора десятилетия, но и каких-то новых смыслов за это время они не обрели — так и остались вещью в себе».
Музыкальный критик Олег Кармунин, автор документального веб-сериала «История русской поп-музыки», Telegram-канала «Русский Шаффл» и одноимённого подкаста, в рамках рубрики «Обнови плейлист» на официальной странице компании «МегаФон» в «Яндекс.Дзене» описал обновлённые песни как «гораздо более мрачные, вдумчивые и серьёзные» по сравнению с оригиналами 2000-х годов.

### Место в списках
Дарья Гладких, музыкальный обозреватель издания «Собака.ru», включила «8 жизней» в список 35 главных альбомов 2021 года.
Редакция сайта «Наш НеФормат» включила альбом в число 23 лучших за год, основываясь на оценке Александра Арляпова, главного редактора томского портала «Новый Рок», и Алексея Коблова, московского журналиста. Первый также включил 3H Company в четвёрку лучших исполнителей года, благодаря чему коллектив также попал в итоговый список 62 лучших артистов и групп 2021 года.

### Статистика прослушиваний
К февралю 2025 года песни альбома набрали суммарно не менее 103 тыс. прослушиваний на стриминговом сервисе Spotify, официальный плейлист альбома на сервисе YouTube Music набрал более 56,7 тыс. прослушиваний , на сервисе «VK Музыка» — почти 41 тыс. прослушиваний, на сайте Last.fm — более 1600 слушателей и 25,9 тыс. прослушиваний, на платформе SoundCloud — почти 2000 прослушиваний. В приложении «Яндекс Музыка» альбом имеет свыше 1100 лайков.

## Музыкальный видеоклип
В честь воссоединения музыкантов старый друг Феничева, занимающийся продакшеном и очень любящий песню «Адекватно», летом 2021 года предложил бесплатно снять клип для группы. По словам Барамии, пояснения касательно стилистики музыкального видео были длиннее самого сценария, и съёмочной группе был дан карт-бланш.
Кастинг Кирилла Якушенко на роль главного героя был одобрен самими музыкантами. Позже актёр признался, что прямо на пробах «влюбился в историю, стилистику, в вопросы и задачи, которые ставит сценарий».  На роль невесты и вдовы была взята модель Елена Шабалова. Креативным продюсером и сценаристом выступил Николай Никитин из студии Bites, оператором-постановщиком — Андрей Майка, режиссёром — Лео Горенштейн из Тель-Авива. Съёмки, начавшиеся в декабре и закончившиеся 21—22 января 2022 года, велись в брежневской панельке в стиле брутализма между Свердловской набережной и Большеохтинским проспектом. Выбор локации в пресс-релизе объяснён несколькими опосредованными приметами: оригинальностью проекта и находившимися в этом доме организациями — свадебным салоном и магазином радиодеталей «Радио.Музыка» (о котором напоминает конструкция на крыше), а также проходившими в ресторане на первом этаже концертами ленинградского музыканта и певца Аркадия Северного. Для вступительного кадра была использована советская открытка, анимированная на постпродакшене, а для завершающего — сооружён картонный макет. Работа была закончена ещё до вторжения России на Украину, начавшегося 24 февраля 2022 года.
Илья анонсировал видеоклип в октябре 2021 года в интервью «Медузе». 21 марта 2022 года был создан официальный YouTube-канал музыкальной группы, и на следующий день на площадках YouTube и «VK Видео» вышло официальное музыкальное видео на песню «Адекватно» в исполнении 3H Company, а 24 марта оно появилось на Vimeo в разрешении 4K. На трёх видеохостингах ролик набрал более 95 тыс. просмотров.По словам Горенштейна, целью было создать психологический триллер с общим антирежимным посылом, пронизанный тревогой и паранойей. В качестве вдохновения Лео назвал 1980-е годы в СССР, фильмы «Жилец» Романа Полански и «Бартон Финк» братьев Коэнов, а местом действия был выбран «маленький фашистский городок, где проблемы, которые мы видим в этом микромире, выходят наружу». Результат режиссёр описал как абсурдистское кафкианское произведение. Психолог и актриса Юлия Яновская, исполнившая роль подруги невесты, отметила следующие вопросы, затрагиваемые в клипе: Что такое адекватность и как она определяется? Где границы допустимого и кто судит? Нормально ли веселиться на похоронах? Как себя вести, чтобы не попасть под осуждение? Как остаться верным себе, когда мир вокруг постепенно наполняется абсурдом?
Повествование начинается с того, что главный герой — «лишний человек», фотограф — загружает плёнку в винтажную 35-мм камеру «Зенит». Далее на лестничном проёме он получает деньги за предстоящую работу от отца невесты — своего рода Харона, пропускающего в мир мёртвых. Затем в неизменной квартире одни и те же персонажи проводят грустную молчаливую свадьбу и весёлые громкие поминки. Ещё одним обыгранным в клипе мифом является «кража души» через фотографирование спящего.

### Отзывы и награды
Музыкальный критик и журналист Владимир Наумов, со школьных лет являющийся поклонником 2H Company, назвал видеоклип на песню «Адекватно» «роскошным» и «неадекватно крутым», описав его как «гибрид экзистенциального психодела и советского (некро)реализма. „Фотоувеличение“ режиссёра Антониони встречает историю о Чёрном дембеле, а тревожная свадьба из клипа „Касты“ „Вокруг шум“ сменяется отнюдь не скучными поминками с танцами вдов под сильный продакшен Ильи Барамии». Сары Смит с сайта Directors Notes назвала клип «потрясающим» и отметила заложенные в него идеи резилентности, бунтарства и анархии. На сайте Film Shortage видео было названо «закрученным и захватывающим». Режиссёр и продюсер Роб Улицкий на сайте Promonews написал: «Излучая жуткую, пугающую атмосферу, эстетика кажется анахроничной и вдохновлённой готическим хоррором, что контрастирует с советским художественным направлением и стилем конца XX века».
Видео получило награду международного кинофестиваля короткометражного кино в Париже «GOSH!» за лучшую режиссуру, став первым за все 11 церемоний лауреатом от Российской Федерации, а также Europe Music Awards (EMA) в Кошице в категории «Лучшее музыкальное видео в жанре хип-хоп». Также клип попал в категорию «Музыкальные короткометражные и документальные полнометражные фильмы» официальной программы UK Film Festival. Был отмечен «круглосуточным онлайн-кинофестивалем» Beyond the Short. Наконец, в январе 2023 года клип попал в сегмент «Музыкального видео недели» фестиваля Berlin Music Video Awards, а 20 марта был объявлен в числе десяти номинантов в категории «Most bizarre», в которой по итогам прошедшего 14—17 июня мероприятия разделил второе место с Macgray — «Backbone», уступив победу Slowthai — «Yum». Ещё работа попала в официальный выбор Berlin Commercial awards в категории «Музыкальные видео: культурное влияние».